# Idunn Hertzberg
Idunn Aass Hertzberg (* 15. Februar 1988 in Oslo) ist eine ehemalige norwegische Tennisspielerin.
Idunn Hertzberg spielt rechtshändig. 2004 gab sie im Doppel mit Annette Aksdal ihr Debüt und war bis 2007 jede Saison Mitglied der norwegischen Mannschaft für den Fed Cup. 2006 wurde sie norwegische Meisterin im Einzel.
Ab 2007 spielte sie für die TCU Horned Frogs der Texas Christian University. 2010 wurde sie als Tennisspielerin der Woche der Mountain West Conference ausgezeichnet.